# Mihail Leibovici
Mihail Leibovici (a fost cunoscut sub pseudonimul clandestin Aurel Skvorțov; în rusă Михаил Лейбович; n. 1908, Cimișlia, raionul Cimișlia, Republica Moldova – d. 25 septembrie 1941, raionul Strășeni, Republica Moldova) a fost un evreu basarabean, militant sovietic și activist clandestin comunist din Basarabia.

## Biografie
S-a născut în târgul Cimișlia din ținutul Bender, gubernia Basarabia (Imperiul Rus). În anii 1926-1929, s-a aflat în Franța, unde s-a alăturat Partidului Comunist Francez și a fost activist în Uniunea locală a emigranților basarabeni. În 1930 a devenit secretar al Comitetului clandestin comunist al orașului București al Partidului Comunist Român. Pentru activitatea sa, în iulie 1934 a fost arestat, întemnițat până în mai 1937, ulterior, a condus din nou Comitetul central comunist din București; a fost de asemenea, membru al Politburo.
După ocuparea Basarabiei de către URSS în 1940, a fost membru al Biroului organizatoric al Consiliului Central al Sindicatelor din Basarabia, a lucrat ca șef al departamentului de personal din Comisariatul Popular al Finanțelor din RSS Moldovenească. După izbucnirea celui de-Al Doilea Război Mondial, a fost numit prim-secretar adjunct al Comitetului republican pentru coordonarea activitităților de partizanat pe teritoriul Moldovei.
La 25 septembrie 1941, ca parte a unui grup de sabotaj format din nouă membri ai Comitetului (inclusiv Israel Morgenstern) a fost parașutat lângă satul Drăsliceni, raionul Strășeni, lângă Chișinău. Grupul a fost descoperit însă de un detașament punitiv german. Doi membri ai grupului au murit în luptă, patru s-au sinucis și alți trei au fost executați de germani. Rămășițele a cinci membri ai grupului, au fost descoperite la începutul anului 1971 și reîngropate într-o groapă comună. În 1979, la locul de înmormântare de la marginea satului Ratuș (acum parte a comunei Drăsliceni, raionul Criuleni), a fost ridicat un monument, acum parțial distrus.